# José Manuel de Ezpeleta
José Manuel de Ezpeleta y Galdeano, I conde de Ezpeleta de Beire (nombre completo: José Manuel Ignacio Timoteo de Ezpeleta Galdeano Dicastillo y del Prado) (Barcelona, 24 de enero de 1742 – Pamplona, 23 de noviembre de 1823), fue un oficial militar y político español, de 1785 a 1789, virrey de Nueva Granada de 1789 a 1797 y virrey de Navarra de 1814 a 1820.

## Biografía

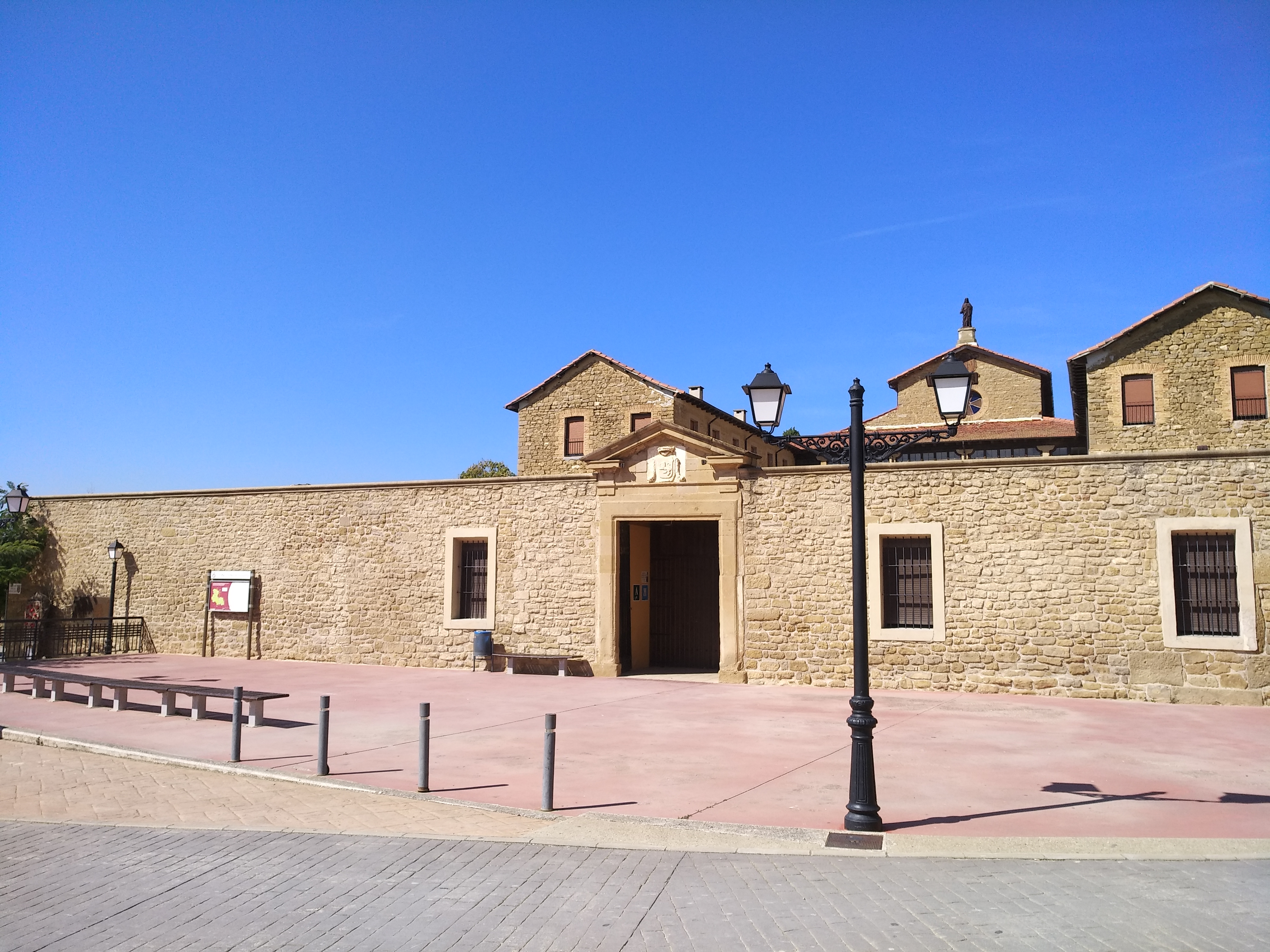
Palacio de los Ezpeleta (Beire)

Perteneciente por ambos lados a los más antiguos linajes navarros, al igual que su padre y la mayoría de sus antepasados, José Manuel siguió la carrera militar.
Destacó por servir como uno de los coordinadores del Ejército de operaciones en la guerra Anglo-española entre 1779-1783, junto al Capitán general Luis de Unzaga y Amézaga y al cuñado de este último, el entonces general Bernardo de Gálvez, con quienes mantendrán encuentros y correspondencia vital para la ayuda hispano-francesa que logró  el nacimiento de los Estados  Unidos de América.
Fue además caballero de la Orden de Carlos III, caballero de la Orden de San Hermenegildo y juez de la Orden de San Juan. Fue gobernador del Supremo Consejo Real de Su Majestad y consejero de Estado, así como mariscal de campo en el ejército real.
En 1783 se casó en La Habana con María de la Paz Enrile Alcedo, hija del acaudalado comerciante genovés Jerónimo Enrile, director del Asiento general de negros en La Habana y primer marqués de Casa Enrile, y hermana de Pascual Enrile y Alcedo, quien sería gobernador de Filipinas. Este enlace vinculó a Ezpeleta con la élite mercantil habanera. Tuvieron diez hijos. Entre ellos, José María, que fue II conde de Ezpeleta de Beire o Veire y VII marqués de Montehermoso, Joaquín, Fermín, todos ellos políticos y militares, y María de la Concepción, que se casó con Pedro Agustín Girón, I duque de Ahumada y IV marqués de las Amarillas. Su hijo sería Francisco Javier Girón, fundador de la Guardia Civil.
El 1 de diciembre de 1785 se convirtió en gobernador de Cuba. Ocupó este cargo hasta 1789, cuando fue ascendido a virrey de la Nueva Granada.

## Virrey de Nueva Granada
Durante su mandato tuvo lugar el nacimiento del periodismo en Nueva Granada, bajo la dirección de Manuel del Socorro Rodríguez, el primer director del Papel Periódico de Bogotá, del que aparecerían doscientos sesenta y cinco números.
Ezpeleta fundó el primer teatro en Bogotá. Apoyó los círculos literarios, en los que participaron algunos de los futuros héroes del movimiento de independencia. En 1794, Antonio Nariño publicó una traducción de Rights of Man (Derechos del hombre), por lo que fue juzgado y condenado.

Al igual que sus predecesores, Ezpeleta trató de impulsar la industria minera en Mariquita, pero acabó llegando a la conclusión de que los gastos de explotación eran mayores que los beneficios. Promovió las misiones católicas como una forma de apaciguar a los indígenas que todavía no habían aceptado la dominación española, en especial los Andaquíes.

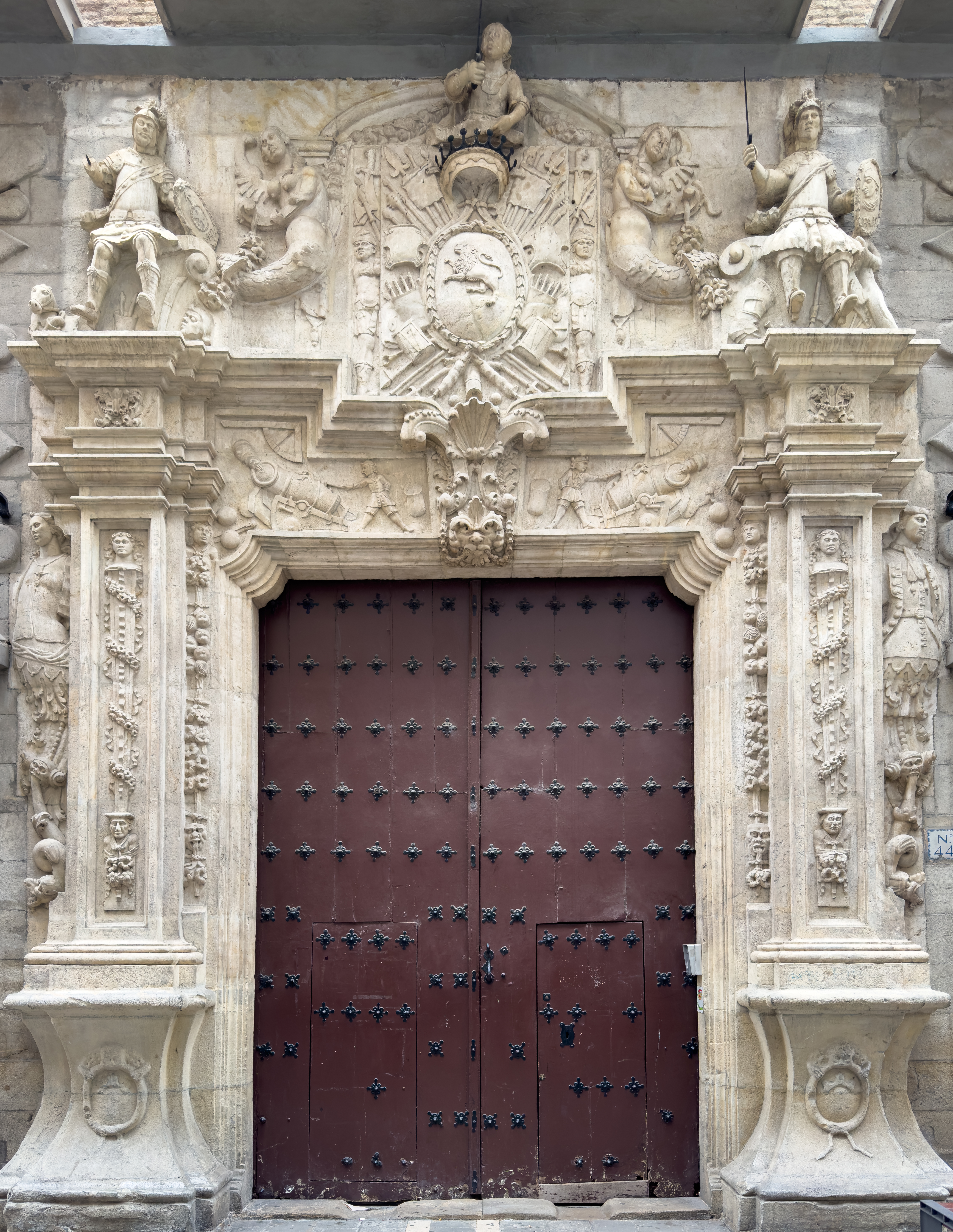
El Palacio del Marqués de San Miguel de Aguayo, después de Ezpeleta cuyas armas luce la fachada, es un edificio del situado en la calle Mayor de Pamplona.

## Guerra de la Independencia
A finales de 1807 fue nombrado capitán general de Cataluña. Cuando llegó a su nuevo destino estaban ya a las puertas de la ciudad las tropas francesas de Duhesme. Se le nombró Presidente de una Junta Suplente de Regencia, que no llegó a reunirse. Su negativa a jurar a José I Bonaparte le costó el arresto y el exilio en Francia, permaneciendo en Montpellier de abril de 1809 hasta abril de 1814; el propio Wellington, al parecer, intercedió en su liberación.

## Virrey de Navarra: Sexenio absolutista
A finales de mayo de 1814, cuando contaba 73 años, estaba de nuevo en Pamplona y poco después viajó a Madrid, donde recibió el nombramiento de virrey de Navarra. Llegó a Pamplona el primero de septiembre de 1814. En octubre de ese mismo año recibía el nombramiento de capitán general del ejército, la más alta graduación militar posible. Como virrey de Navarra le correspondió restaurar el funcionamiento de las instituciones del Reino, que se habían visto seriamente alteradas por la ocupación francesa.
Hubo de hacer frente a la sublevación de Espoz y Mina y a las repercusiones locales de otras conspiraciones de la época, como la del Triángulo. En 1820, la revolución liberal también triunfó en la ciudad de Pamplona y Ezpeleta fue sustituido por Espoz y Mina. En 1822 se le exigió trasladarse a Sevilla, pero por lo avanzado de su edad y su mala salud fue finalmente destinado a Valladolid. La restauración absolutista le sorprendió en la casa de su hija en Santo Domingo de la Calzada, de camino hacia la capital castellana.
En julio de 1823 fue repuesto en el virreinato de Navarra y en noviembre de ese mismo año fallecía en Pamplona, a los 84 años de edad.
| Predecesor: Bernardo Troncoso Martínez del Rincón | Gobernador de Cuba 1785 – 1789          | Sucesor: Domingo Cabello y Robles           |
| Predecesor: Francisco Gil de Taboada y Lemos      | Virrey de Nueva Granada 1789 – 1797     | Sucesor: Pedro Mendinueta y Múzquiz         |
| Predecesor: Felipe Antonio Fernández Vallejo      | Gobernador del Consejo Real 1797 – 1798 | Sucesor: Gregorio García de la Cuesta       |
| Predecesor: Juan Procopio de Bassecourt y Byas    | Capitán General de Cataluña 1808        | Sucesor: Galcerán de Vilalta de Meca        |
| Predecesor: Gobernadores militares franceses      | Virrey de Navarra 1814-1820             | Sucesor: Vacante durante el Trienio Liberal |